# دير سامت
قرية دير سامت، هي إحدى قرى منطقة دورا في محافظة الخليل جنوب الضفة الغربية، وتقع إلى الجنوب الغربي من مدينة الخليل على بعد 12 كم منها.

## التسمية والسكان
استقر السكان فيها منذ حوالي 300 سنة. وبحسب رواية أهل القرية، فان اسم القرية يعود إلى وجود دير قديم فيها عاش فيه راهب اسمه سامي فسمي الدير باسمه، ثم حرف الاسم من دير سامي إلى دير سامت.[بحاجة لمصدر]
يعود أصل سكان القرية إلى الجزيرة العربية وبلاد الشام. بلغ عدد السكان في ديرسامت إلى 6,080 نسمة في عام 2007 حسب الجهاز المركزي للإحصاء الفلسطيني، وقدر التعداد السكاني بـ 8,237 نسمة في منتصف عام 2016م. ويبلغ عدد الوحدات السكنية (1,030) وحدة. يتألف سكان قرية دير سامت من عدد من العائلات، منها: الحروب، الشراونة، الشرحة والعواودة.

## الموقع الجغرافي والمناخ
يحدها من الشرق مدينة دورا، ومن الشمال تجمع قروي (الكوم، المورق، بيت مقدوم، حمصة)، ومن الغرب خربة سمية ومن الجنوب بلدة بيت عوا. تقع القرية على ارتفاع 455 مترا فوق سطح البحر، ويبلغ المعدل السنوي للأمطار فيها حوالي 436 ملم، أما معدل درجات الحرارة فيصل إلى 16 درجة مئوية، ويبلغ معدل الرطوبة النسبية حوالي 61%.

## الصحة

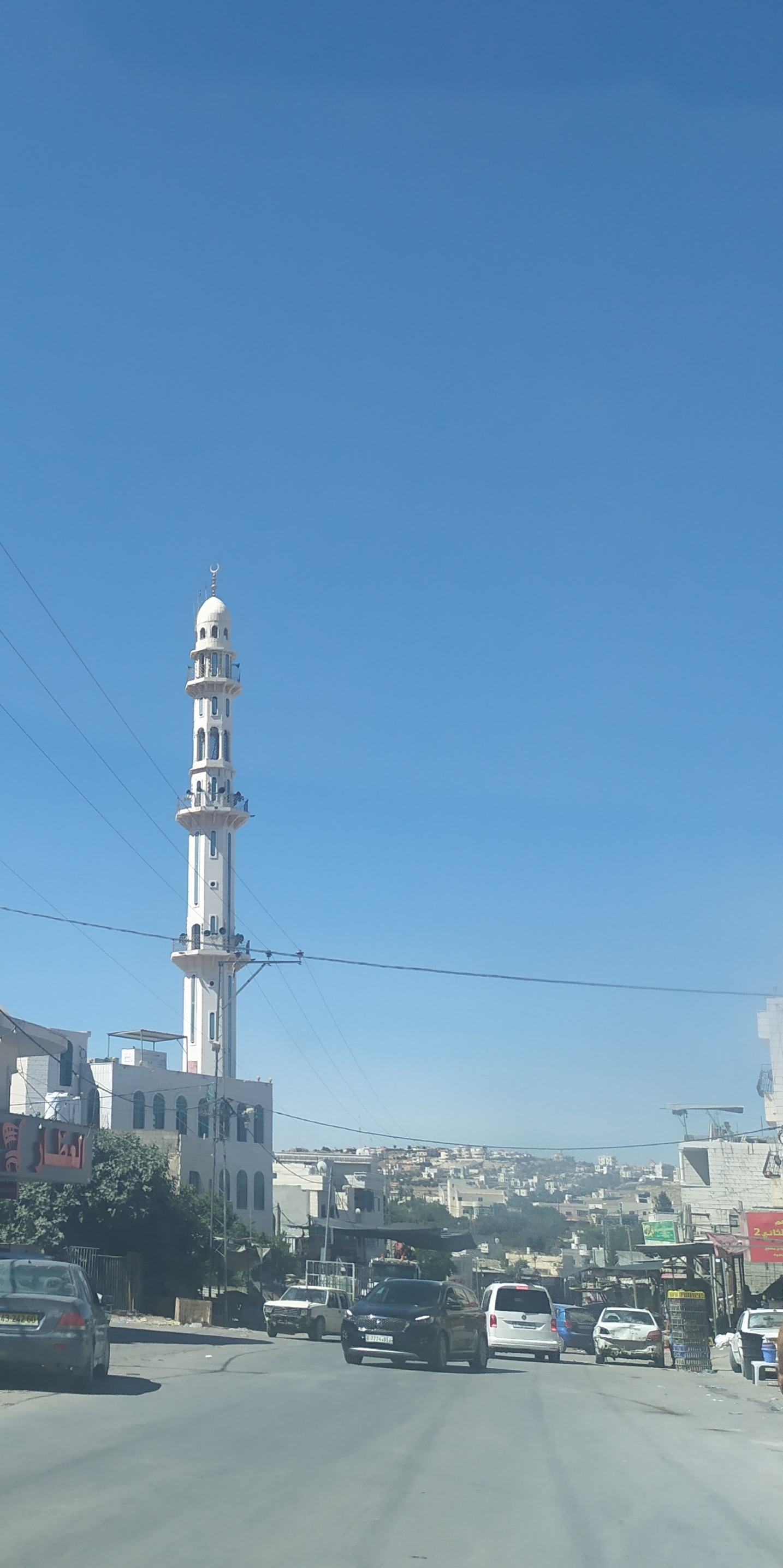
ديرسامت، المسجد، الشارع الرئيسي المار

يوجد في قرية دير سامت ثلاثة مراكز صحية. اثنان تابعان للقطاع الحكومي يقدمان الخدمات للأطفال والنساء ليوم واحد في الأسبوع. ومركز صحي تابع لجمعية الهلال الأحمر يقع في السيميا. كما يوجد صيدليتان في القرية.